# البقعة (المفلحي)

تعديل مصدري - تعديل

البقعة هي إحدى قرى عزلة المفلحي بمديرية المفلحي التابعة لمحافظة لحج، بلغ تعداد سكانها 155 نسمة حسب تعداد اليمن لعام 2004.